# Erik E. Lehmann
Erik E. Lehmann (* 1963) ist ein deutscher Wirtschaftswissenschaftler.

## Leben
Lehmann studierte an der Friedrich-Alexander-Universität Erlangen-Nürnberg Betriebswirtschaftslehre und promovierte an der Universität Rostock. 2005 habilitierte er an der Universität Konstanz in der Betriebswirtschaftslehre. Zuvor war er am Max-Planck-Institut für Ökonomik in Jena tätig.
Seit September 2005 ist er Inhaber des Lehrstuhls für Betriebswirtschaftslehre, mit dem Schwerpunkt Unternehmensführung und Organisation an der Universität Augsburg.
Er ist Professor für Management und Organisation an der Universität Augsburg und Direktor des CisAlpino-Instituts für vergleichende Studien in Europa (CCSE) der Universität Augsburg und der Universität Bergamo, Italien. Darüber hinaus ist Lehmann Gastprofessor an der University of Bergamo, außerordentlicher Professor an der Indiana University in Bloomington, USA, Co-Direktor des Augsburg Center for Entrepreneurship (ACE) und Vorstandsmitglied der Bavarian America Academy (BAA) in München. Er ist Autor bzw. Co-Autor von zahlreichen Fachpublikationen mit über 100 Zitationen.

## Veröffentlichungen (Auswahl)
- Asymmetrische Information und Werbung. Gabler, Deutscher Universitäts-Verlag Wiesbaden, 1999, ISBN 978-3-8244-6943-7

- mit David B. Audretsch: The seven secrets of Germany. Economic resilience in an era of global turbulence. Oxford University Press, New York, 2016, ISBN 978-0-19-025869-6